# تفسیر شبر
تفسیر شبر (انگلیسی: Tafsir Shobar)، که به نام مؤلف آن سید عبدالله شبر، معروف شده‌است. تفسیری ارزشمند و مختصر از قرآن که به زبان عربی می‌باشد.

## ویژگی منحصر به فرد تفسیر
ویژگی منحصربه‌فرد این تفسیر، آوردن قرائت‌های گوناگون است که مفسر آن‌ها را به‌صورت پانوشت آورده‌است؛ ازاین‌رو، بیشتر پاورقی صفحات این تفسیر، به بیان قرائات مختلف اختصاص یافته‌است و این خدمت بزرگی به دانش تجوید است. البته این تفسیر، بر اساس قرائت عاصم از حفص است.

## اسباب نزول
از اسباب نزول برای تبیین و تفسیر آیات استفاده شده است.